# Беллы
 Беллы   ( лат.  Belli или Beli ) — древний кельтский народ на северо-востоке Пиренейского полуострова, населявший  территорию современной испанской провинции Сарагоса.
Главным их городом была  https://en.wikipedia.org/wiki/Segeda(Segeda) город  . Другими важными городами являлись Nertóbriga и  Bilbilis. Чеканили несколько разновидностей собственных монет.
Основой экономики беллов было сельскохозяйственное производство, а также металлургия. Плодородные почвы области их расселения давали хорошие урожаи зерновых культур ( в частности ячменя), также у беллов было развито производство оливкого масла. 

## История
Беллы  были смешанного кельтского и иллирийского  происхождения и мигрировали  в Иберию около  IV века до н.э., обосновавшись в средней части долины реки Эбро . Вероятно были родственны белгскому племени  белловаков .
В III веке до н.э. вошли в состав так называемой кельтиберской конфедерации, противостоявшей Риму, куда помимо беллов  входили  племена ареваков, титтиев и лузонов,  с которыми они находились в близких военно-политических связях. 
В 179 году до н.э. подписан мирный договор между Тиберием Семпронием Гракхом и  кельтиберами, одним из  условий  которого, являлось нерасширение городских стен  Сегеды.
Но в 154 году до н.э. беллы нарушили договор, расширив стены, что дало Риму формальный повод ( casus belli)  для начала войны.
В 153 году до н.э., во время Первой нумантийской войны состоялось сражение между войсками конфедерации и  тридцатитысячной армией  римского консула Квинта Фульвия Нобилиора , в ходе которой погибло 6000 римлян.
С падением Нуманции  в 133 году до н.э. и крахом кельтиберской конфедерации, территория  расселения беллов вошла в состав провинции Ближняя Испания. В дальнейшем беллы  постепенно романизировались.